# Guettarda uruguensis
Guettarda uruguensis är en måreväxtart som beskrevs av Adelbert von Chamisso och Diederich Franz Leonhard von Schlechtendal. Guettarda uruguensis ingår i släktet Guettarda och familjen måreväxter. Inga underarter finns listade i Catalogue of Life.